# Sailfish OS

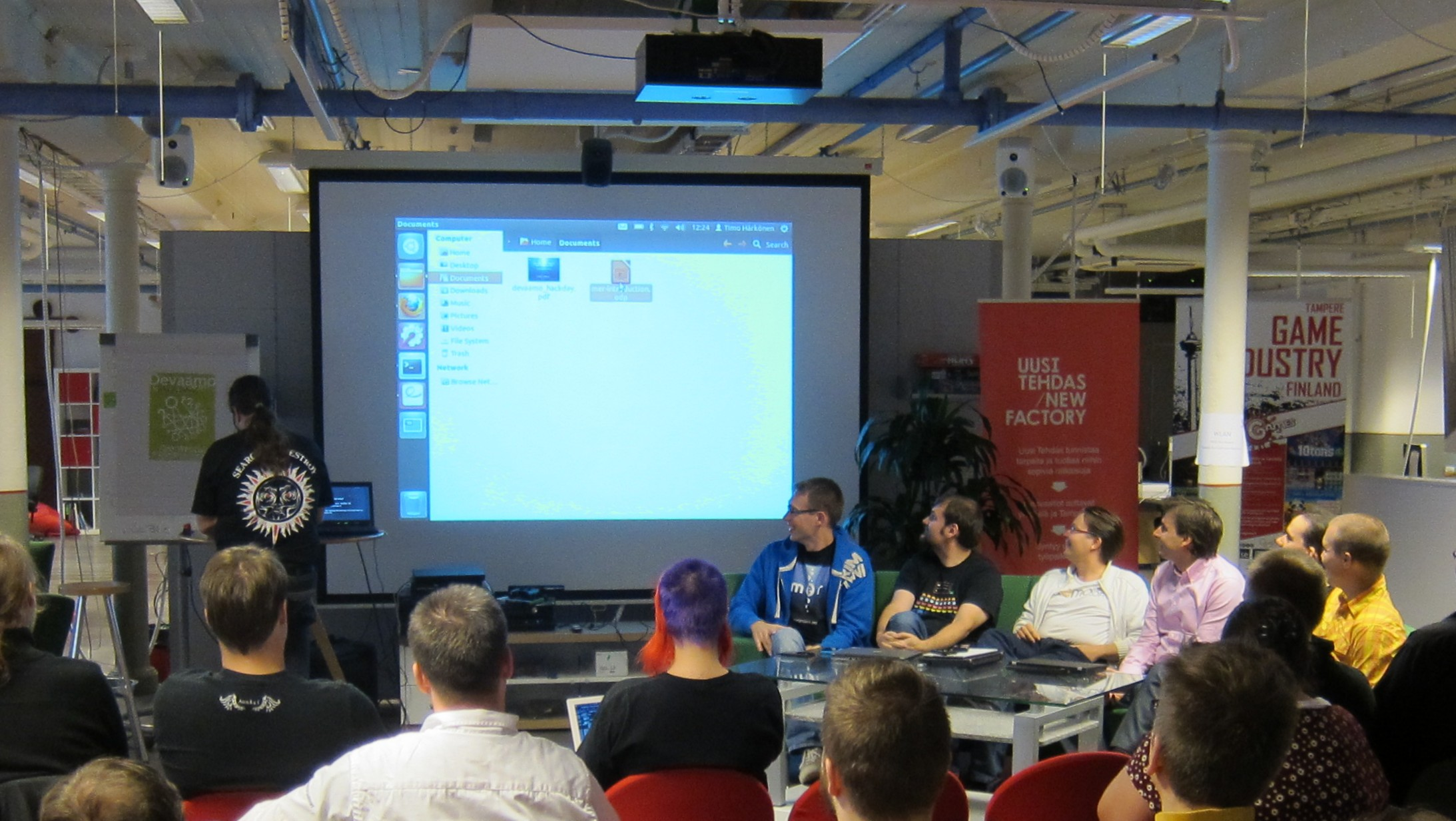
ヨーラ, Mer, Nemo Mobile 3社による合同集中作業（ハッカソン）、2012年9月

Sailfish OS （セイルフィッシュ オーエス）は、フィンランドのヨーラ社によって開発されているLinuxベースのオペレーティングシステム(OS)。Merなどのオープンソースを基本とするがクローズドソースのUIも含んでいる。
このOSは、2013年にヨーラ社スマートフォンで最初に出荷され、続いて2015年に同社タブレットおよび同OSとライセンス契約を結んでいる他の販売会社からも出荷された。このOSは、熱心なコミュニティによってスマートフォンやタブレットを含むサードパーティのモバイル端末に移植されている。Sailfish OSは様々な種類の端末で使用可能であり、日本国内だとソニーモバイルコミュニケーションズのXperia端末で使える仕様である。

## 経緯および開発
このOSは、ノキアとインテルの提携により以前開発されていたLinux系OSのMeeGo を進化させた後継種である。中核部のMerには、MeeGoの遺産といえるコードの約80%が含まれている。これを土台に、カスタムUIとデフォルト (コンピュータ)のアプリケーションを有するヨーラがOSの拡張を行なった。ヨーラとMER事業は、当時のMeeGo事業の予期せぬ頓挫につながった失敗を避けるため、メリトクラシー体制を敷いている。

### 開発状況
Sailfish OSはヨーラによって推進され、2011年に設立された企業提携グループSailfish Alliance （OEMおよびODMメーカー、チップセット供給業者、オペレーター企業、アプリ開発会社、小売業者を結びつけるために設立）によってサポートされている。2012年8月16日、同UIの公開準備が整ったと報道された。 ヨーラ社CEOのユッシ・ハルモラは「我々のUIは今や準備万端ですが、まだ非公開にします。我々は製品発売までそれを温存する予定で、現在プラットフォームの立ち上げ中なので、この事業はかなり上手く行きそうです」とZDNetのインタビューで語り、その翌日には、同じくヨーラ社CEOのマーク・ディロンが最初の開発目標に達したとTwitter上で語った。
Sailfishは、2012年11月21-22日にヘルシンキでのSlushイベントで、OSのデモとして、ヨーラチームによって初披露され（世界規模のネット配信含む）、またUIやソフトウェア開発キット(SDK)も公開された。Sailfish OS SDKのα版は2013年2月末に公開され、無料ダウンロードできるようになった。
2013年9月16日、ヨーラはこのOSにAndroidのアプリケーションおよびハードウェアとの互換性を持たせたと発表した。それを組み込んだ最初の電話は、2013年11月27日にヘルシンキで発売。そのイベントでは最初の450台が販売され、予約済みの端末の残り台数もほどなく出荷された。  
2015年9月、ver1.1.9.28"Eineheminlampi"がリリースされ、改良されたSailfish OS 2.0のUIの主要素が追加された。Sailfish 2.0はヨーラのタブレット端末で発売され、既存デバイスについては同社公式チャンネルから2.0へのアップグレードでるように対応した。
2016年5月、ヨーラはSailfish コミュニティ向けの端末プログラムを公表し、SailfishOSコミュニティの開発者と会員をサポートした。
2018年、スペインのバルセロナで開かれたMWCでSailfish 3が発表され、日本だとXperia端末で使えるようになった。

## ソフトウェアアーキテクチャ
Sailfish OSと同ソフトウェア開発キットはLinuxカーネルとMerを土台としている。Sailfish OSには、ヨーラによってWayland（ディスプレイサーバの通信プロトコル）上に構築された"Lipstick" と呼ばれるマルチタスク実行のグラフィカルシェルが入っている。ヨーラは自由でオープンソースの描画デバイスドライバを使用しているが、Hybris (ソフトウェア)ライブラリではAndroid向けに独自のドライバを使うこともできる。ヨーラの掲げる目標は、Sailfishが最終的にオープンソースになることである。
Sailfish OSは、独自の互換性レイヤを介してAndroidアプリケーションを実行することができる。

## ソフトウェア概要

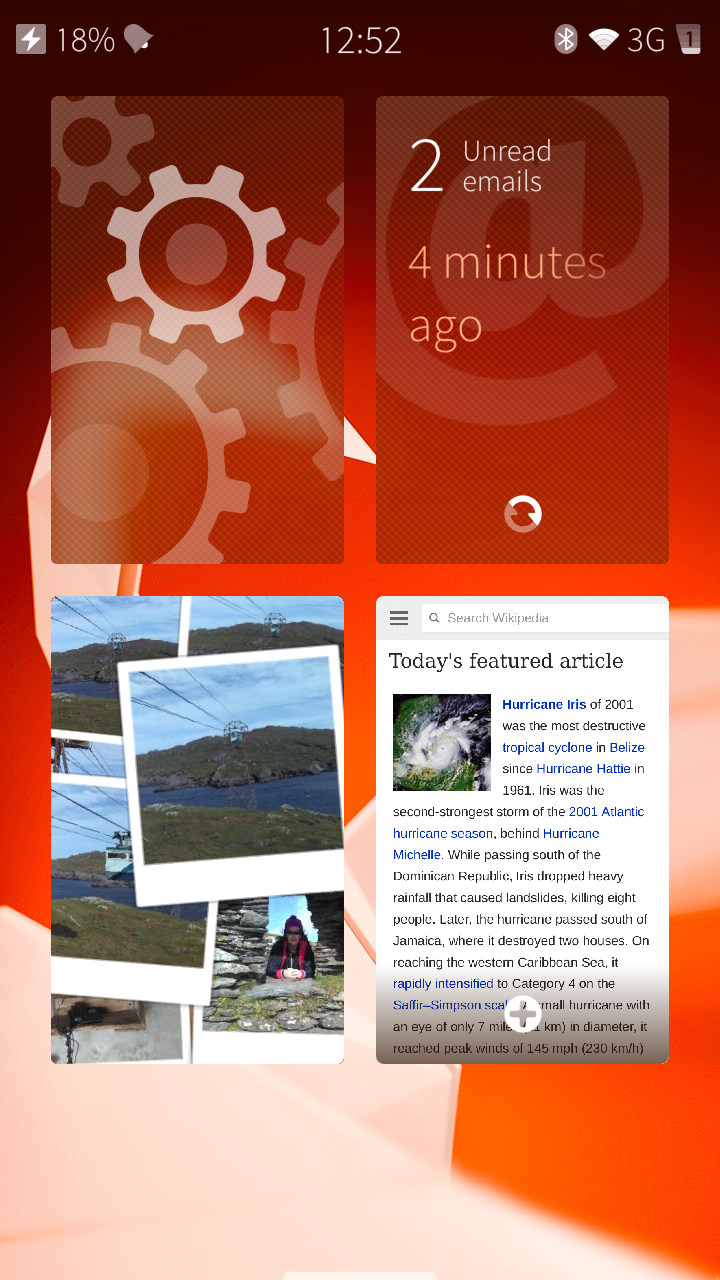
スマホ画面で実行中のSailfish OS(ver 2.0.2.51)

### UI の対応言語
公式では、ヨーラはこのUIについて14言語対応（デンマーク語,ドイツ語,イギリス英語,スペイン語,フランス語,イタリア語,ノルウェー語,ポーランド語,ポルトガル語,フィンランド語,スウェーデン語,ロシア語,中国語,香港語）を公言している。
このそれぞれに対して、OSには専用のキーボードがある。ヨーラの管轄下ではない有志コミュニティによって非公式ながらサポートされている言語が幾つかあり、合計で20以上の言語（日本語など）に対応している。追加言語は、Linuxアーキテクチャのため若干知識も要るがユーザー側でインストール可能である。

### バージョン履歴
| バージョン | リリース日 | 名称                                                |
| ---------- | ---------- | --------------------------------------------------- |
| v0.99.5    | 2013.11.13 | Haaganlampi（開発者向け限定）                       |
| v0.99.6    | 2013.11.11 | Idörpottarna（開発者向け限定）                      |
| v1.0.0     | 2013.11.16 | Kaajanlampi（最初の公開バージョン）                 |
| v1.0.1     | 2013.12.02 | Laadunjärvi（1回目の更新）                          |
| v1.0.2     | 2013.12.27 | Maadajärvi （2回目の更新）                          |
| v1.0.3     | 2014.01.27 | Naamankajärvi （3回目の更新）                       |
| v1.0.4     | 2014.03.11 | Ohijärvi                                            |
| v1.0.5     | 2014.04.07 | Paarlampi                                           |
| v1.0.6     | 未公開     | Raatejärvi 、これはv1.0.7と同時更新                 |
| v1.0.7     | 2014.06.03 | Saapunki                                            |
| v1.0.8     | 2014.07.03 | Tahkalampi                                          |
| v1.1.0     | 2014.09.16 | Uitukka 、オプトイン型の更新と称された              |
| v1.1.1     | 2014.12.14 | Vaarainjärvi                                        |
| v1.1.2     | 2015.02.01 | Yliaavanlampi                                       |
| v1.1.3     | 未公開     | Åkanttrasket、これはv1.1.4と同時更新                |
| v1.1.4     | 2015.03.24 | Äijänpäivänjärvi                                    |
| v1.1.5     | 未公開     | Österviken、これは公表前段階で削除                  |
| v1.1.6     | 2015.05.27 | Aaslakkajärvi                                       |
| v1.1.7     | 2015.06.24 | Björnträsket                                        |
| v1.1.9     | 2015.08.18 | Eineheminlampi                                      |
| v2.0.0     | 2015.10.19 | Saimaa                                              |
| v2.0.1     | 2016.01.12 | Taalojärvi                                          |
| v2.0.2     | 2016.05.13 | Aurajoki                                            |
| v2.0.3     | 2016.07.06 | Espoonjoki、これはTuring Phone専用                  |
| v2.0.4     | 2016.11.04 | Fiskarsinjoki                                       |
| v2.0.5     | 2016.12.14 | Haapajoki                                           |
| v2.1.0     | 2017.02.03 | Iijoki                                              |
| v2.1.1     | 2017.05.15 | Jämsänjoki                                          |
| v2.1.2     | 2017.09.20 | Kiiminkijoki                                        |
| v2.1.3     | 2017.10.06 | Kymijoki                                            |
| v2.1.4     | 2018.02.12 | Lapuanjoki                                          |
| v2.2.0     | 2018.05.30 | Mouhijoki                                           |
| v2.2.1     | 2018.08.31 | Nurmonjoki                                          |
| v3.0.0     | 2018.10.29 | Lemmenjoki                                          |
| v3.0.1     | 2019.01.02 | Sipoonkorpi                                         |
| v3.0.2     | 2019.03.13 | Oulanka                                             |
| v3.0.3     | 2019.04.23 | Hossa                                               |
| v3.1.0     | 2019.07.15 | Seitseminen                                         |
| v3.2.0     | 2019.10.24 | Torronsuo                                           |
| v3.2.1     | 2019.12.05 | Nuuksio                                             |
| v3.3.0     | 2020.04.01 | Rokua                                               |
| v3.4.0     | 2020.09.22 | Pallas-Yllästunturi（ヨーラ社スマホ向け最終公開版） |
| v4.0.1     | 2021.02.03 | Koli                                                |
| v4.1.0     | 2021.05.10 | Kvarken                                             |
| v4.2.0     | 2021.08.25 | Verla                                               |
| v4.3.0     | 2021.10.28 | Suomenlinna                                         |
| v4.4.0     | 2022.03.15 | Vanha Rauma                                         |

*Sailfish  1.0は、フィンランドの湖にちなんでバージョン名が付けられている
- Sailfish  2.0は、フィンランドの川にちなんで命名されている[30]
- Sailfish 3.0 および 4.0 は、フィンランド国立公園にちなんで命名されている[31]
- Sailfish 4.1以降は、フィンランドのユネスコ世界遺産にちなんで命名されている[32]

なお、インストール済みSailfishOSを古い（例えば工場出荷時の端末）バージョンから更新する場合に、必要なバージョン(Stop release)が幾つかある。これらを飛ばしてはならず、後続バージョンを導入する前にインストールする必要がある。これらは以前のバージョンと互換性のない新機能を提供しており、SailfishOSのインストールを不安定状態にさせないために必要なバージョンで、以下のものがある。
| バージョン | リリース日 | 名称                                                            |
| ---------- | ---------- | --------------------------------------------------------------- |
| v1.0.2.5   | 2013.12.27 | Maadajärvi                                                      |
| v1.1.2.16  | 2015.02.25 | Yliaavanlampi                                                   |
| v1.1.7.28  | 2015.08.31 | Björnträsket                                                    |
| v1.1.9.30  | 2015.10.22 | Eineheminlampi                                                  |
| v2.0.0.10  | 2015.11.03 | Saimaa                                                          |
| v2.0.5.6   | 2016.11.22 | Haapajoki （Jolla CやIntex Aquafishonlyなど、一部端末のみ必要） |
| v2.2.0.29  | 2018.06.07 | Mouhijoki                                                       |
| v3.0.0.8   | 2018.11.11 | Lemmenjoki                                                      |
| v3.2.0.12  | 2019.11.05 | Torronsuo                                                       |
| v3.4.0.24  | 2020.10.13 | Pallas-Yllästunturi                                             |
| v4.0.1.48  | 2021.02.16 | Koli                                                            |
| v4.1.0.24  | 2021.05.27 | Kvarken                                                         |
| v4.2.0.21  | 2021.09.16 | Verla                                                           |
| v4.3.0.15  | 2022.02.16 | Suomenlinna                                                     |
| v4.4.0.58  | 2022.05.29 | Vanha Rauma                                                     |

Sailfishのウェブサイトでは、移植の問題に関する知識・リンク・手順のオンライン概要が公開されている。

### Sailfish OS上で実行するAndroid
既存のアプリに加えて、SailfishはアプリストアまたはAPKファイルを介して直接インストールすることで、大半のAndroidアプリを実行可能である。対応しているAndroidのバージョンは、ヨーラ社独自のスマホでは4.1.2、ヨーラC（携帯電話）とヨーラ社タブレットおよびXperia Xでは4.4.4 、Xperia XA2とXperia 10とXperia 10 IIでは8.1.0 と9と10である（Sailfish OSのリリース時による）。これらのアプリが制御に関する Android規格に従わずに構築された場合は問題を起こす可能性があり、正しく画面表示されず使用できなくなる場合がある。
Sailfish OSは、Alien Dalvikという自社権利のAndroid互換性レイヤを使用している。それはAndroidコピーをエミュレータ (コンピュータ)しないが、代わりにAndroidオープンソース・プロジェクト(ASOP)コードをアプリとして実行するよう適合させることでそのAPIを実装している。こうすることでAndroidアプリは、何らかの知覚できる遅延もなく本来の速度で実行可能である。Sailfish は、ユーザーが臨機応変にそれを切り替えて、Sailfish 本来のソフトとAndroidソフトの両方を同時実行することが可能である。
Alien Dalvik 8.1以降は、LXCを活用してセキュリティを向上させている。

## ハードウェア概要
Sailfish OSは、LinuxカーネルのサポートがありMerコアを利用したミドルウェアと互換性のあるハードウェアで使用可能である。有志コミュニティがこの手法で多くの端末にSailfish OSを移植している。特定のHRPを指定する代わりに、Sailfish SDKでのVirtualBox実装がLinuxやOS XやWindowsでの開発用に利用可能である。このバーチャルマシンの実装にはローカルリソースとローカルOS から孤立したSailfish OS全体が含まれ、実際の端末に展開する前にコード化ないし移植されたソフトウェアの動作およびパフォーマンスを簡単に評価できるようになる。

### ヨーラ社端末
- ヨーラC（携帯電話）
- ヨーラタブレット
- ヨーラフォン（スマートフォン）

### ライセンス供与の他社端末
メーカーは、ライセンス供与されたSailfish OSを組み込んだ又はオープンソースと組み合わせたモバイル端末を提供可能である。以下は、バージョンXのSailfishが利用可能な端末機種である。
- Xperia 10 III
- Xperia 10 II
- Xperia 10 Plus
- Xperia 10
- Planet Computers Gemini PDA
- Sony Xperia XA2 Plus
- Sony Xperia XA2 Ultra
- Xperia XA2
- Xperia X

### 同志コミュニティによる他社製端末への移植
移植の比較的容易さとオープンソースのライセンスにより、Sailfish OSは他のサードパーティ社製端末へ非公式に移植されている。移植者向けにハードウェア適応開発キットが公開されており、無料である。これらの移植は、主にMaemoやXDA Developersの討論コミュニティで公開されており、Mer wikiでは移植リストがまとめられている。ライセンス制限のため、Androidアプリ用の互換性レイヤ(Alien Dalvik)などの権利部分や拡張機能は含まれていない。ただし、例えばメーカーや販売代理店がコミュニティ版から特定端末向けに公式サポートされているバージョンに変えた場合などは、それらの追加も可能となる。当初は80以上の移植があって、依然として運用中の移植版が19存在しており（2019年3月現在）、それらはSailfish 3に更新されたことになっている。
日本国内メーカーの製品では、ソニーのXperia X Compactにコミュニティ移植版がある。

### Sailfish アライアンス
Sailfish アライアンスは、MeeGoの収益協調体制を支援するべくヨーラ社によって2011年に設立された門戸開放型企業提携であり、様々な目的やモバイル端末向けにヨーラや他の当事者による独自コンポーネントとmerとを組み合わせたLinux運用システムのSailfish OSを活用した、新製品や新サービスや新たなビジネスチャンスを提供している。また、SailfishOSが一部含まれるLinuxMeeGo収益協調体制の開発を続けている。
この提携は、Androidのオープン・ハンドセット・アライアンスのような他団体の競争相手と見なされている。 
2011年、ノキアで働いていたMeeGoチームの一部が去り、元従業員による企業独立事業に資金提供する「ブリッジ（橋渡し）」プログラムを通じてノキアから資金提供を受けた。Sailfishアライアンスは、フィンランドのソフトウェア開発会社と海外の携帯電話メーカーとの協業を模索しており、その一部が中国にある。ニュースメディアは、中国やインド国内にあるメーカーの多くがAndroidの代替品を望んでいると報じている。
この企業提携は、「OEMおよびODMメーカー、チップセット提供企業、運用事業者、アプリ開発業者、小売業者を統合する」ことを目的としている。